# بيتر دبليو. باركا
بيتر دبليو. باركا هو سياسي أمريكي، ولد في 7 أغسطس 1955 في كينوشا في الولايات المتحدة. نشط حزبياً في الحزب الديمقراطي. في انتخابات مجلس النواب الأمريكي 1992 ‏، انتخب عضو مجلس النواب الأمريكي ‏ عن دائرة Wisconsin's 1st congressional district ‏ وقد انضم خلال فترته النيابية ‏ (4 مايو 1993 – 3 يناير 1995) للكتلة البرلمانية الحزب الديمقراطي وانتخب عضو جمعية ولاية ويسكونسن ‏ وانتخب عضو مجلس النواب الأمريكي ‏.